# Опасный Джойнт
«Опасный Джойнт» — музыкальный сборник питерского хип-хоп-объединения «Def Joint», выпущенный в 2008 году. Название сборника отсылает к джойнту — жаргонному названию самокрутки с марихуаной.
Опубликованные на сборнике песни «Сhrome Wheels», «Bad Boy» и «Плохая сука» позднее вошли в сольный альбом D.Masta «White Star». На песню Lil' Kong’а «S.A.N.D.R.A» был снят видеоклип. В альбом вошло две инструментальные интерлюдии от штатных битмейкеров «Def Joint»: Beat-Maker-Beat и Meloman.
Сборник был высоко оценён критикой:
Несмотря на уже выпущенные под маркой Def Joint два сборника «Bombbox», будем считать именно «Опасный Джойнт» визитной карточкой питерского объединения. По одной простой причине — он лучше. <...> «Опасный Джойнт» отлично сбалансирован и в нём представлены лучшие стороны тусовки.Руслан Муннибаев, Rap.ru

## Список композиций
1. Beat-Maker-Beat — «Def Joint Intro»
2. Смоки Мо, «V-Style» ft. Trova-D — «Heyaa»
3. D.Masta & «Gunmakaz», L-Brus — «Сhrome Wheels»
4. «Gunmakaz», L-Brus, Jambazi & Check — «I Blow Ya»
5. Крип-а-Крип — «СПб Часть 1»
6. Кажэ Обойма — «Состояние нормально»
7. Beat-Maker-Beat — «Interlude»
8. Fike, Jambazi, & Смоки Мо — «Money»
9. Lil' Kong — «S.A.N.D.R.A»
10. D.Masta — «Bad Boy»
11. Meloman — «Interlude»
12. Rena — «Все знают имя Рена»
13. Gunmakaz — «Сегодня ты на вершине»
14. Baby Lone Soul & Сил А — Грязные деньги feat. DJ Nik One
15. Витёк — «Жёсткий тип»
16. D.Masta, Lil' Kong, Смоки Мо & Big D — «Плохая сука»
17. «Gunmakaz» & Bess — «Опасный joint»
18. Beat-Maker-Beat — «Outro»